# İzmir (település)
İzmir (régebben Szmirna; görögül: Szmirni [Σμύρνη]) Törökország harmadik legnagyobb városa és Isztambul után a második legnagyobb kikötője. A város İzmir tartomány székhelye, az İzmiri főegyházmegye érseki székvárosa, az Égei-tenger partján, az İzmiri-öbölben fekszik. A városnak tizenegy kerülete van: Balçova, Bayraklı, Bornova, Buca, Çiğli, Gaziemir, Güzelbahçe, Karabağlar, Karşıyaka, Konak és Narlıdere. 2000-ben a város lakossága 2 409 000 fő volt, 2005-ben a lakosok számát 3 és fél millióra becsülték.

## Néveredet
A kültepei ásatásoknál előkerült i. e. 1920 – i. e. 1840 körüli időpontra datált asszíriai égetett agyagtáblákon található felirat szerint a területen létezett egy Ti-smurna nevű település, de a kutatók nem biztosak benne, hogy İzmirre utal. Néhányan úgy vélik a város régi neve, Smyrna egy Smirna nevű amazontól származik. A legrégebbi ismert görög neve (aiol nyelvjárásban) Μύῥρα Mýrrha volt, mely megfelel a későbbi ión és attikai nyelvjárásokban a Σμύρνη Smýrnē névnek; valószínűsíthetően mindkettő a proto-görög *Smúrnā szóból származik. A rómaiak ezt a nevet vették át, és Smyrna-ként (magyarosan: Szmirna) ismerték a várost. Ezt a nevet használjuk, ha a törökök bejövetele előtti időszakra utalunk a város történelmében. Az İzmir név ennek a törökösített változata.

## Története

### Őskor
İzmir az egyik legrégebbi város az Égei-tenger partján. Egészen a közelmúltig a tudósok úgy vélték, hogy a várost i. e. a 3. évezredben alapították egy kis dombon (amely valószínűleg abban az időben sziget volt) az İzmiri-öböl legészakibb csücskében (a mai Bayraklı, Karşıyaka területén). A területen kialakult kultúra Trójával egyenrangú fejlettségű volt. A legutóbbi, 2004-es feltárások során felszínre került két sírdomb (höyük), Yeşilova és Yassıtepe, melyek jóval délebbre találhatóak a feltételezett ősi várostól, a bornovai síkságon. A mai napig is tartó ásatásokat az izmiri Ege Egyetem régésze, Zafer Derin professzor vezeti, aki a leletek alapján a település alapításának időpontját három évezreddel korábbra helyezi. A feltárt sírdomb három rétegre oszlik, az első, legfelső réteg római és bizánci kultúra jelenlétéről tanúskodik, a második réteg rézkori, a harmadik pedig újkőkorszaki település nyomait tartalmazza, Kr. e. 6500 és Kr. e. 4000 között. Később, amikor a tenger visszahúzódott, a területet temetőként használták (a sírokban Kr. e. 3000 környékéről származó tárgyakat találtak).
A Myrrha nevű települést, mely később Szmirna magját alkotta, északabbra, a Bayraklı dombon alapították i. e. a harmadik évezredben, valószínűleg az İzmiri-öbölbe folyó öt patak (Bornova, Laka, Manda, Arap, Meles) termékeny hordaléka miatt. (A Tepekule dombon található minta szőlőskertnek köszönhetően, mely az İzmiri Bor- és Sörgyár tulajdona, a terület épen maradt és az 1960-as években megkezdődhettek az ásatások Ekrem Akurgal vezetésével.)
I. e. 1500-ra Szmirna hettita befolyás alá került. Mivel a hettiták már rendelkeztek saját írással, elmondhatjuk, hogy İzmir a hettitákkal került be az írott történelembe. Több fennmaradt hettita írásos emlék is beszámol a területen található településekről.

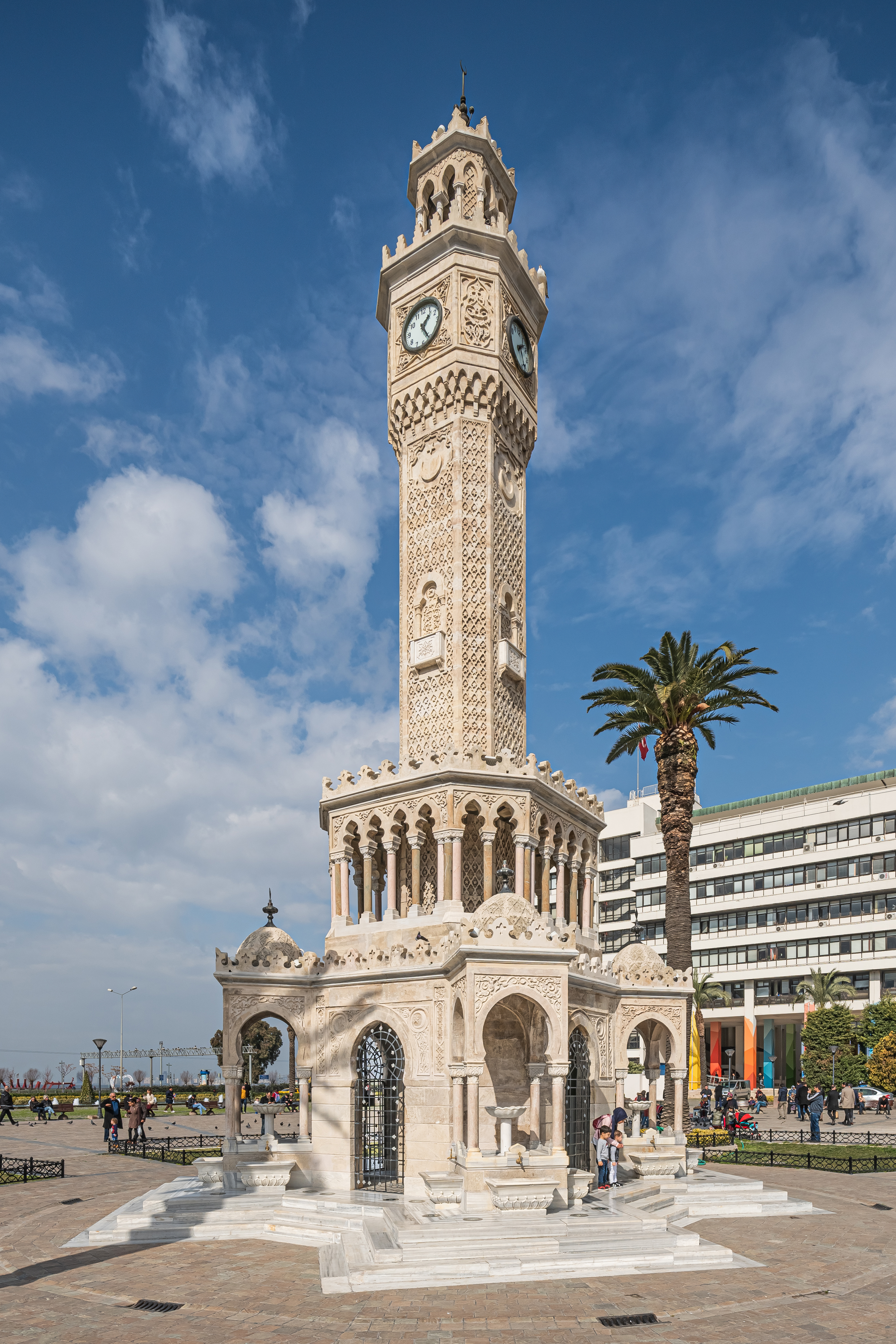
Az óratorony (Saat Kulesi) İzmir központjában, Raymond Charles Péré műve

I. e. az 1200-as években balkáni inváziók következtében Trója VII és a hettiták fővárosa, Hattusa is elpusztult. Közép- és Nyugat-Anatólia visszazuhant a „sötétség korszakába”, egészen a fríg civilizáció megjelenéséig i. e. a 8. században.

### Élet az „Ősi Szmirnában”
A vaskorban a házak kicsi, egyszobás épületek voltak. A legrégebbi ház, amelyet feltártak, i. e. 925 – i. e. 920 környékén épülhetett. A ház falai agyagtéglából készültek, a teteje pedig nádból.
Ekkor már téglából készült sánccal vették körül a várost, és Szmirna városállam lett. Valószínűleg egy Baseleus nevű férfi állt a város élén. A város falain belül élő nemesség száma körülbelül ezer lehetett. A falakon túli környező falvakban éltek a kézművesek és földművelő parasztok. Az „Ősi Szmirna” lakosai mezőgazdaságból és halászatból éltek; a falvak környékén olajfaligetek és szőlőskertek voltak.

### Homérosz
Körülbelül i. e. 1000-ből származó görög települések nyomait találhatjuk a Szmirnát körülölelő területen. Hérodotosz szerint a települést az aiol nyelvjárást beszélő görögök alapították, de nem sokkal később a terület ión kézre került, akik a korszak egyik legnagyobb kulturális és kereskedelmi központjává fejlesztették.
Homérosz, akit Meleszigenesznek is neveztek, aminek jelentése „A Meles patak gyermeke”, a legenda szerint Szmirnában született. A Meles patak ma is keresztül folyik İzmiren és a neve is ugyanaz maradt. Ahogy Arisztotelész írja: „Kriteisz … életet ad Homérosznak a Meles partján, s nem sokkal később meghal. Maion neveli fel e gyermeket, és Meleszigenesznek (’Meles gyermeke’) nevezi el, a hely után, ahol született” Hat másik város, Athén, Salamis, Argosz, Rodosz, Colophon és Chios is saját szülöttjének tartja Homéroszt, de az általános vélemény az, hogy Homérosz Ióniában született; az írásos emlékek alapján pedig az a legvalószínűbb, hogy az Iliasz és az Odüsszeia szerzője vagy Szmirnában, vagy Chiosban született.
Érdekesség, hogy a lüd királyok Héraklida dinasztiájának egyik tagját Melésznek nevezték. Ez az uralkodó az i. e. 8. századra datálható, amely dátum egybevág azzal az elmélettel, miszerint Homérosz egy i. e. 6-7. századi költő volt.

### I. e. 8. századtól

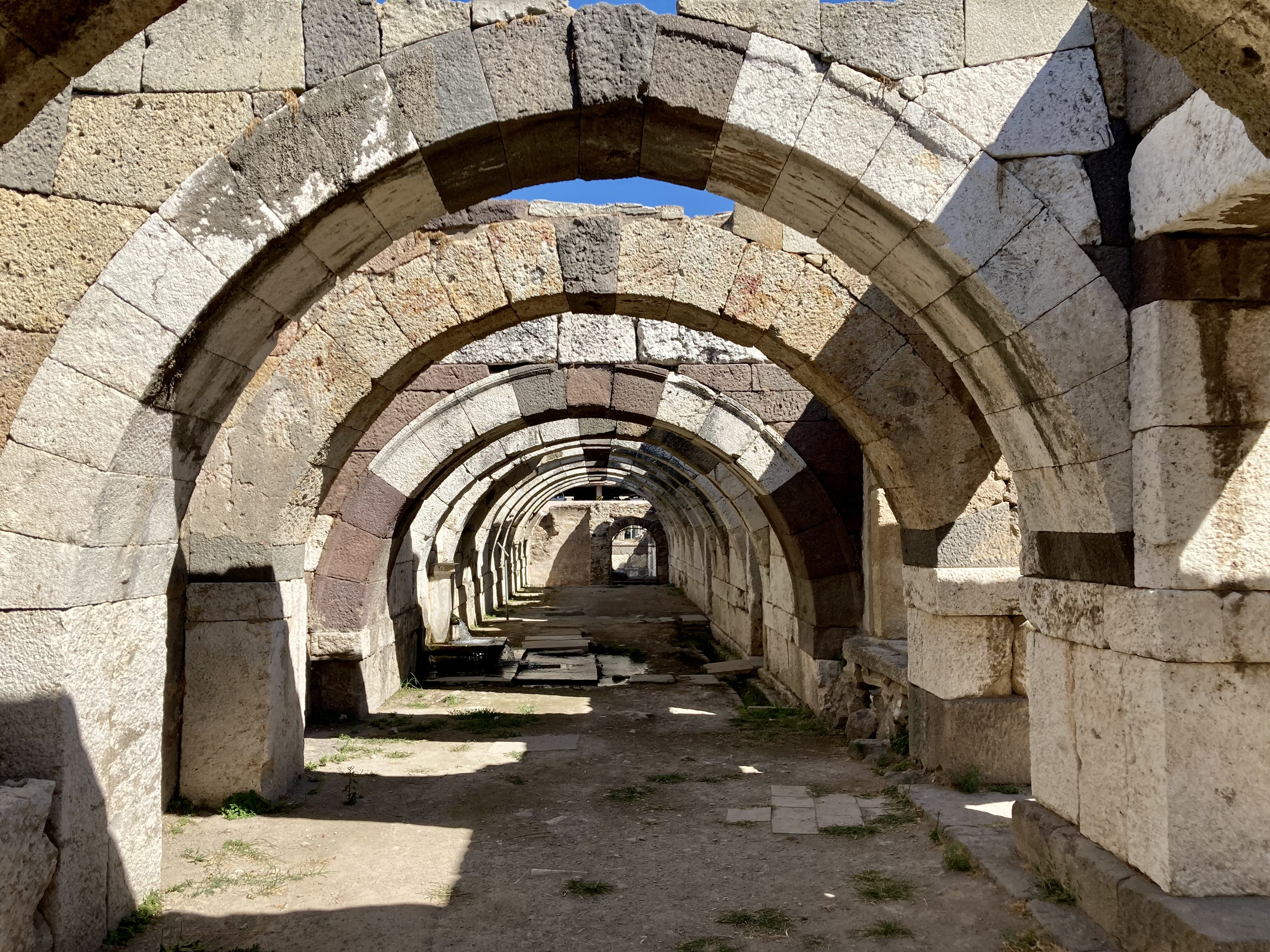
A szmirnai agora romjai

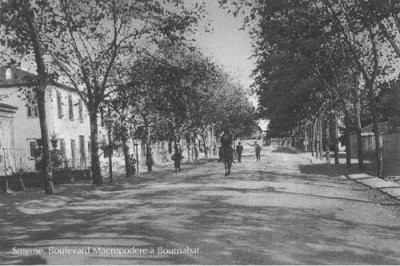
Szmirnai utca az 1900-as évek elején

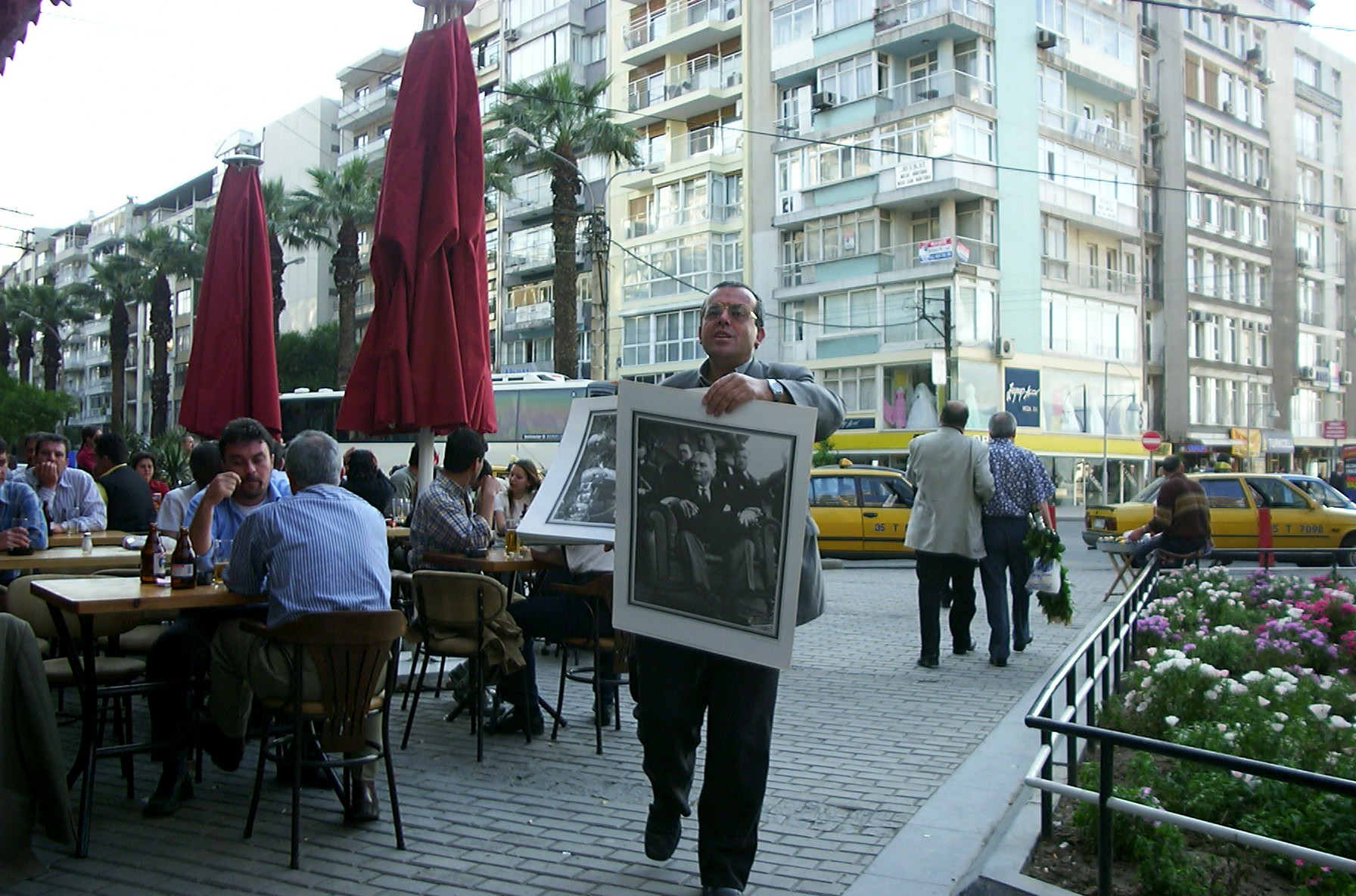
Atatürk portréját árusító férfi a város egyik utcáján

Az „Ősi Szmirna” elnevezést használjuk a Bayraklı sírhalom által jelölt régi településre, hogy megkülönböztessük a Kadifekale (Pagos) hegyoldalra épült későbbi Szmirnától. Az ősi Szmirna legfontosabb szentélye az Athéni Templom volt. A romok i. e. 725-700 környékéről származnak.
Az „Ősi Szmirna” i. e. 650 és i. e. 545 között élte virágkorát, csaknem száz éven keresztül, mely egyben az ión civilizáció csúcspontját is jelentette. Milétosz uralkodása alatt kolóniákat hoztak létre Egyiptomban, Szíriában, Libanon nyugati partvidékén, a Marmara régióban, a Fekete-tenger vidékén és Görögország keleti részén, mely kolóniák sok szempontból fel tudták venni a versenyt Görögországgal. Szmirna megszűnt mezőgazdasági jellegű város lenni, és aktívan bekapcsolódott a földközi-tengeri kereskedelembe.
A korszak nagyságának egyik kiváló jellemzője az írás elterjedt használata i. e. 650-től kezdve. Jó néhány feliratot találunk az Athéné istennőnek ajánlott ajándékokon. Az istennő temploma i. e. 640-580 között épülhetett.
A korszak többszobás házainak legrégebbi modelljét az ősi Szmirnában fedezték fel. A ház a legrégebbi ismert többszobás épület, mely az i. e. 7. század második felében épült, emelettel, öt szobával és kerttel rendelkezett. Korábban a házak egymás mellett álló megaronokból épültek fel. Szmirnát az ún. hippodámuszi rendszer alapján építették (Hippodámusz i. e. 5. században élt görög építész volt), ami azt jelenti, hogy az utcák derékszögben keresztezik egymást, észak-déli, illetve kelet-nyugati irányban, és a házak mind délre néznek. Ezt a várostervet ismerték már a Közel-Keleten is, de az ősi Szmirnában felfedezett városszerkezet a nyugati féltekén a legrégebbinek számít a maga nemében. Az ión civilizáció legrégebbi kövezett utcáit is itt tárták fel.
Ugyancsak Szmirnában található a görög építészet legrégebbi polgári építménye, egy kőből készült szökőkút, i. e. a hetedik századból. Yamanlar hegyén áll Tantalosz sírja, mely a tholosz-típusú sírépítmények egyik kiváló példája. Az építmény valószínűleg a Szmirnát i. e. 580 és 520 között uraló basileus sírhelye.
A város gazdagsága vonzó volt a lydiaiak számára, akik i. e. 610-600 között bevették és felégették Szmirnát. A város hanyatlásának igazi oka azonban a perzsa invázió volt. A perzsa uralkodó elrendelte, hogy minden égei-tengeri városnak támogatnia kell a lydiaiak ellen indított hadjáratát. Miután sikerült bevenniük Lüdia fővárosát, Szardeiszt, a perzsák, hogy megbüntessék azokat, akik nem támogatták a hadjáratot, megtámadták Szmirnát (és más városokat is). A támadás következtében i. e. 545-ben az ősi Szmirna teljesen elpusztult.
A város újjáépítése Nagy Sándornak köszönhető, aki több csatában is győzedelmeskedett a perzsák felett, végül pedig térdre kényszerítette III. Dareioszt az isszoszi csatában, i. e. 333-ban. A régió városaiban elkezdett növekedni a lakosság száma. Rodosz és Pergamon lakossága elérte a 100 000 főt; Epheszosz, Antiókhia, és Alexandria lakossága meghaladta a 400 000-et. Az ősi Szmirna mindössze néhány ezer ember befogadására volt képes, ezért egy nagyobb várost építettek a Pagos-hegyen (Kadifekale) i. e. 300-ban.
Amikor i. e. 133-ban Szmirna római fennhatóság alá került, másodszor élte virágkorát. A város annyira fontos szerepet töltött be a régióban, hogy amikor a római uralkodók meglátogatták Anatóliát, Szmirnában is tiszteletüket tették. Hadrianus császár is járt itt i. sz. 121 és 125 között.
178-ban Szmirnát valósággal földig rombolta egy hatalmas földrengés, a legnagyobb pusztítást hagyva maga utána város történelmében. A pusztítás olyan mértékű volt, hogy a helyreállításhoz birodalmi segítséget kellett igénybe venni. Marcus Aurelius jóvoltából építhették újjá a települést.
A város római kori épületei közül fennmaradt a stadion egy része a nyugati oldalon és a színház egy része a hegy északnyugati oldalán. Ezen a helyen halt mártírhalált Szmürnai Szent Polükarposz. A helyi hatóságok komolyan fontolgatják, hogy felszínre hozzák a színház többi részét, mely a város alatt nyugszik. A város utcáinak túlnyomó része kővel burkolt volt.
Miután a Római Birodalom kettészakadt, Szmirna a keleti rész fennhatóságában maradt. A Bizánci Birodalom kezdeti szakaszában a város vallási központként is funkcionált, de figyelemre méltó fejlődés nem volt tapasztalható.

### Szmirnából İzmir lesz

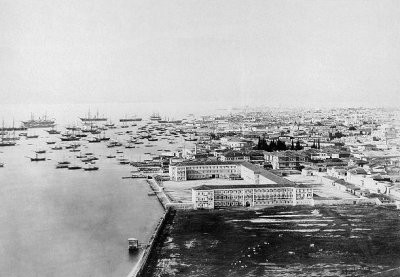
Szmirna, 1865.

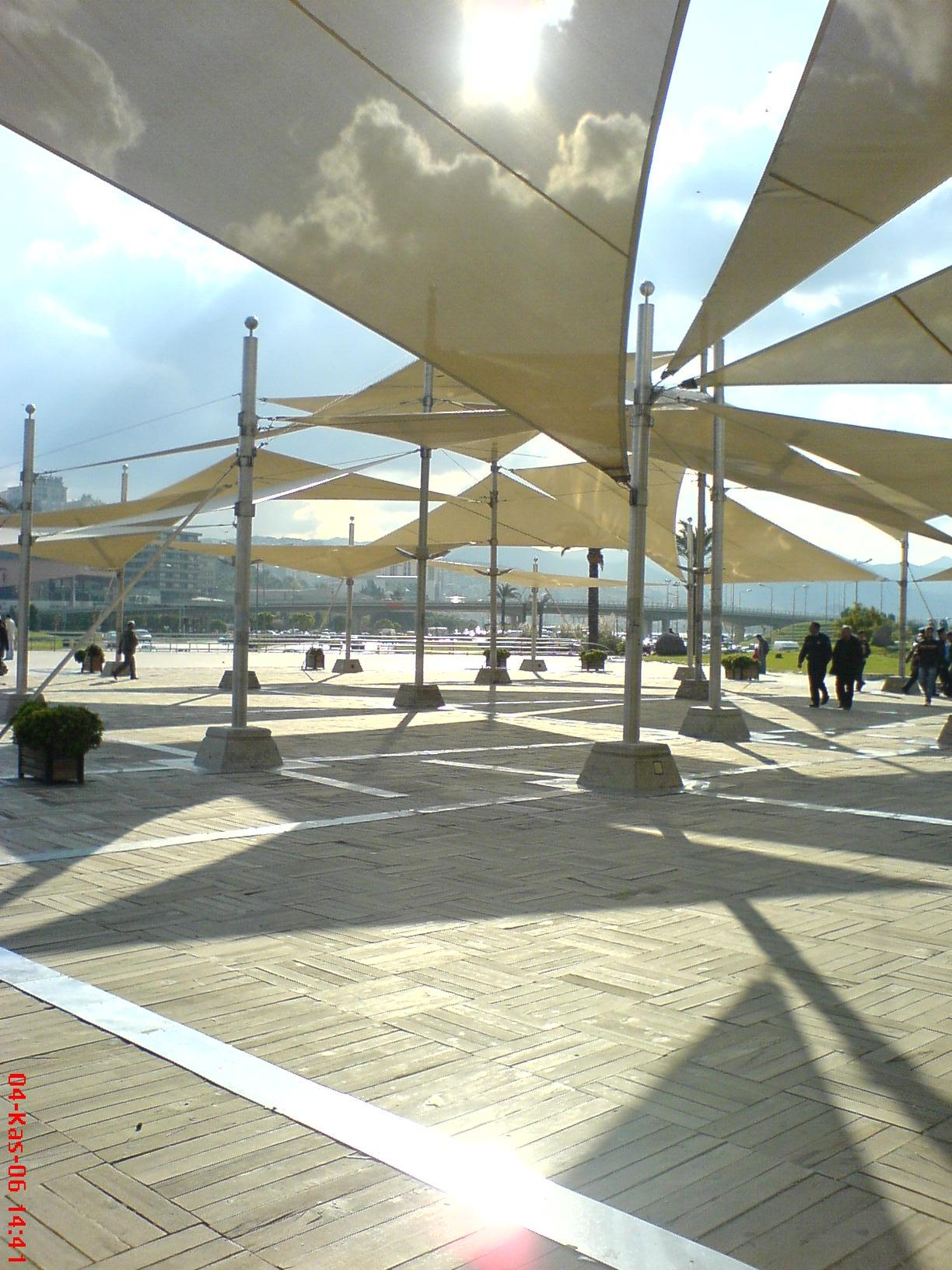
Konak városrész egyik tere

A törökök először Kutalmışoğlu Süleyman Şah uralkodása alatt, 1076-ban hódították meg Szmirnát. Çakabey bázisként használta a várost a Bizánci Birodalom elleni támadásihoz az Égei-tenger és a Çanakkale-szoros (Dardanellák) területén, meghódította Klazomeai városát, Foçát, Samos-t és Kos-t. Çakabey halála után a város és környéke visszakerült a bizánciakhoz 1098-ban. Amikor Konstantinápolyt 1242-ben meghódították a keresztesek, a Rodoszi Lovagrend bevette Szmirna városát.
Szmirnából akkor lett İzmir, amikor a török hajós Aydınoğlu Umur Bey, az anatóliai Aydın Bégség alapítójának fia, visszafoglalta a várost a katolikus lovagoktól a 14. század elején. Először a Kadifekale várat foglalta el, majd az alacsonyabban fekvő Sancakkale várat, és akárcsak Çakabey 150 évvel azelőtt, ő is tengeri bázisként használta a várost a támadásaihoz. Az İzmiri-öböl északi partvidéke abban az időben a Saruhanoğlu dinasztia kezében volt, melynek központja Manisa-ban volt. 1344-ben a genovaiak visszafoglalták az alsó várat. Hatvan éven keresztül kellett kelletlenül együttélnie a három hatalomnak: az Aydınoğlu dinasztia uralta a felső várat, a Saruhanoğlu dinasztia a partvidéket, a genovaiak pedig a tengerhez közeli alsó várat.
İzmirt először 1389-ben foglalták el az oszmánok I. Bajazid szultán uralkodása alatt, aki még azon a télen hadjáratot indított az öt nyugat-anatóliai török bégség ellen, amikor trónra lépett, igazolva ragadványnevét, a Yıldırım-et (A Villám). A hatalomátvétel vér nélkül történt, szerződések, tárgyalások és házasságkötések útján. 1402-ben azonban Timur Lenk mongol fejedelem legyőzte az oszmánokat és visszaadta a bégségeket az eredeti uralkodó családoknak, majd megvívott a genovaiakkal, visszavette a Sancakkale várat és földig rombolta azt.
II. Murád visszafoglalta İzmirt, ismét ellenállás nélkül, a város 1422-ben oszmán terület lett; Aydın vilajet egyik szandzsákja.
1620-ban a külföldi kereskedők kivételes jogokat és előnyöket kaptak az Oszmán Birodalomtól (mely később a birodalom bukásához is nagyban hozzájárult), melynek következtében İzmir a birodalom egyik legfontosabb kereskedelmi központja lett. A városban egymás után nyíltak a külföldi képviseletek (melyeknek célja a kereskedelem bonyolítása volt). Mindegyik saját rakodóparttal rendelkezett, amelynél a nemzeti zászlóval ellátott hajók horgonyoztak.
A város nemzetiségi összetétele is megváltozott, sok zsidó kereskedő települt ide, miután kitelepítették őket Spanyolországból. Más nemzetiségű kereskedők és középosztálybeliek száma is jelentősen megnőtt (görögök, örmények), kialakítva a város igazi oszmán (soknemzetiségű) jellegét.
Bár az 1676-os járvány, 1688-as földrengés és az 1743-as tűzvész súlyos csapást mért a városra, fejlődését és a város iránti nemzetközi érdeklődés növekedését nem akadályozta. A 18. és a 19. században a város lakosságának figyelemre méltó hányada állt francia, angol, holland és olasz kereskedőkből, és az Oszmán Birodalom különböző részeiből érkező bevándorlókból.
Az első világháború után a győztes nemzetek hozzáláttak befolyási övezetekre felosztani a legyőzött Oszmán Birodalom területét. Törökország nyugati területét a sèvres-i békeszerződés alapján Görögországnak ítélték. 1919. május 5-én a görög hadsereg elfoglalta İzmirt, miután a görögök anatóliai hadjárata mind az ország, mind a görög hadsereg számára katasztrofálisan végződött.
A török függetlenségi háború során a nemzeti hadseregnek sikerült visszafoglalnia a várost 1922. szeptember 9-én, mely a görög-török háború (1919-1923) utolsó csatája is volt egyben. İzmir nagyszámú görög lakosságának a környező görög szigetekre kellett menekülnie. 1922. szeptember 13-án İzmir történelmének egyik legsúlyosabb és legvitatottabb katasztrófája következett be: a nagy szmirnai tűzvész. A háború, a tűzvész és más események (például 1919. május 15-én Hasan Tahis újságíró rálőtt egy görög különítményre) is hozzájárultak a két nép ellenséges érzelmeihez, mely még a mai napig is jellemzi a görög-török kapcsolatokat. A török oldalt több, brutális incidens elkövetésével is megvádolták, mint például az orthodox görög pap, Chrystostomos meglincselése. Az 1923-as, lakosságcseréről szóló egyezmény (melynek alapján a város görög lakosságát kicserélték Görögországban élő törökökre), illetve a lausanne-i békeszerződés örökre megpecsételte İzmir lakosainak sorsát.
A Török Köztársaság 1923-as kikiáltása után a várost ismét újjáépítették. Az 1960-as és '70-es években az ország különböző területeiről nagyszámú bevándorló érkezett a gyorsan fejlődő városba, valóságos katasztrófához hasonló állapotokat idézve elő, ami a városképet illeti. Egy 1965-ös rendelet értelmében egyre-másra épültek a városban a többemeletes lakótelepek, hogy otthont biztosíthassanak a gyors ütemben növekvő lakosságnak. A régi, nosztalgikus, családi házas İzmir eltűnt, hogy utat engedjen a modern, 20. századi metropolisznak.
İzmirben (Karataş negyed) a mai napig is Törökország második legnagyobb lélekszámú zsidó lakossága él (a legnagyobb Isztambulban).

### Modern İzmir

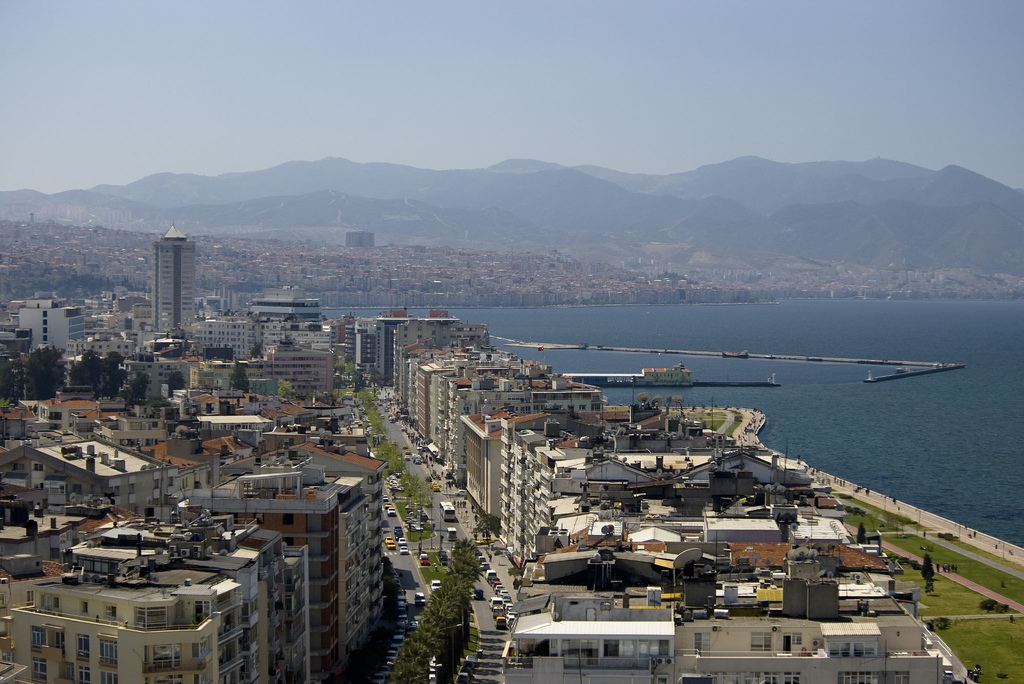
A város egy képe

Ma İzmir Törökország harmadik legnagyobb városa, melyet hívnak „Nyugat İzmirének” és az „Égei-tenger gyöngyének” is. Úgy tartják, İzmir a legliberálisabb török város, a CHP párt legnagyobb támogatója. A település központi tere a Cumhuriyet tér, ahol Mustafa Kemal Atatürk szobra áll.
İzmirben olyan hírességek látták meg a napvilágot, mint az ország „kis verebe” (minik serçe), Sezen Aksu énekesnő.
A város nemzetközi művészeti fesztiválnak ad helyet júniusban, júliusban, és nemzetközi vásárnak augusztusban, szeptemberben.
İzmirhez tartoznak Epheszosz, Pergamon és Szardeisz ősi városai is.
İzmirben délnyugat-északkelet irányban fut a város egyetlen metróvonala.

## Éghajlat
İzmirben a nyarak hosszúak és forróak, a tél hűvös és csapadékos. Az évi csapadék mennyisége 705 mm, ennek 77%-a novembertől márciusig hullik a városra. A téli hónapokban a napi csúcshőmérséklet 12-14 °C. A hóesés ritka, leginkább januárban és februárban fordul elő.
| Hónap                                                                                      | Jan. | Feb. | Már. | Ápr. | Máj. | Jún. | Júl. | Aug. | Szep. | Okt. | Nov. | Dec. | Év   |
| ------------------------------------------------------------------------------------------ | ---- | ---- | ---- | ---- | ---- | ---- | ---- | ---- | ----- | ---- | ---- | ---- | ---- |
| Rekord max. hőmérséklet (°C)                                                               | 22,4 | 27,0 | 30,5 | 32,5 | 37,6 | 41,3 | 42,6 | 43,0 | 40,1  | 36,0 | 30,3 | 25,2 | 43,0 |
| Átlagos max. hőmérséklet (°C)                                                              | 12,3 | 13,5 | 16,1 | 20,8 | 26,0 | 30,6 | 33,1 | 32,9 | 29,1  | 23,9 | 18,4 | 14,0 | 22,6 |
| Átlagos min. hőmérséklet (°C)                                                              | 5,7  | 6,1  | 7,5  | 11,0 | 15,3 | 19,7 | 22,3 | 22,2 | 18,5  | 14,5 | 10,6 | 7,5  | 13,5 |
| Rekord min. hőmérséklet (°C)                                                               | −8,2 | −5,2 | −3,8 | 0,6  | 4,3  | 9,5  | 15,4 | 11,5 | 10,0  | 3,6  | −2,9 | −4,7 | −8,2 |
| Átl. csapadékmennyiség (mm)                                                                | 133  | 102  | 76   | 46   | 31   | 10   | 2    | 3    | 14    | 44   | 93   | 143  | 697  |
| Havi napsütéses órák száma                                                                 | 130  | 144  | 198  | 237  | 304  | 345  | 378  | 369  | 303   | 233  | 165  | 127  | 2933 |
| Forrás: Turkish State Meteorological Service , Deutscher Wetterdienst (humidity 1931–1960) |      |      |      |      |      |      |      |      |       |      |      |      |      |

## Kultúra

### İzmiri Nemzetközi Vásár
Az İzmiri Nemzetközi Vásár (İIF), a Nemzetközi Vásárok Egyesülésének egyetlen törökországi tagja, minden évben 421 000 m²-en várja a látogatókat. Az İIF a város kulturális életéhez is jelentősen hozzájárul vásárcsarnokával, szabadtéri színpadával, Festészet és Szobrászat Múzeumával, művészeti központjaival, látványparkjával, állatkertjével és ejtőernyős tornyával.

### Madárparadicsom
İzmir Madárparadicsom elnevezésű nemzeti parkjában, mely a várostól 15 km-re, Çiğli-ben található, több mint 205 madárfaj talált otthonra. 63-féle őshonos madár, 54 nyári vándormadár-faj, 43 téli vándormadár-faj él a parkban. 56 madárfajt tenyésztenek is a Madárparadicsomban, 80 km²-en. A parkot 1982-ben védett területté nyilvánították.

### İzmir konyhaművészete

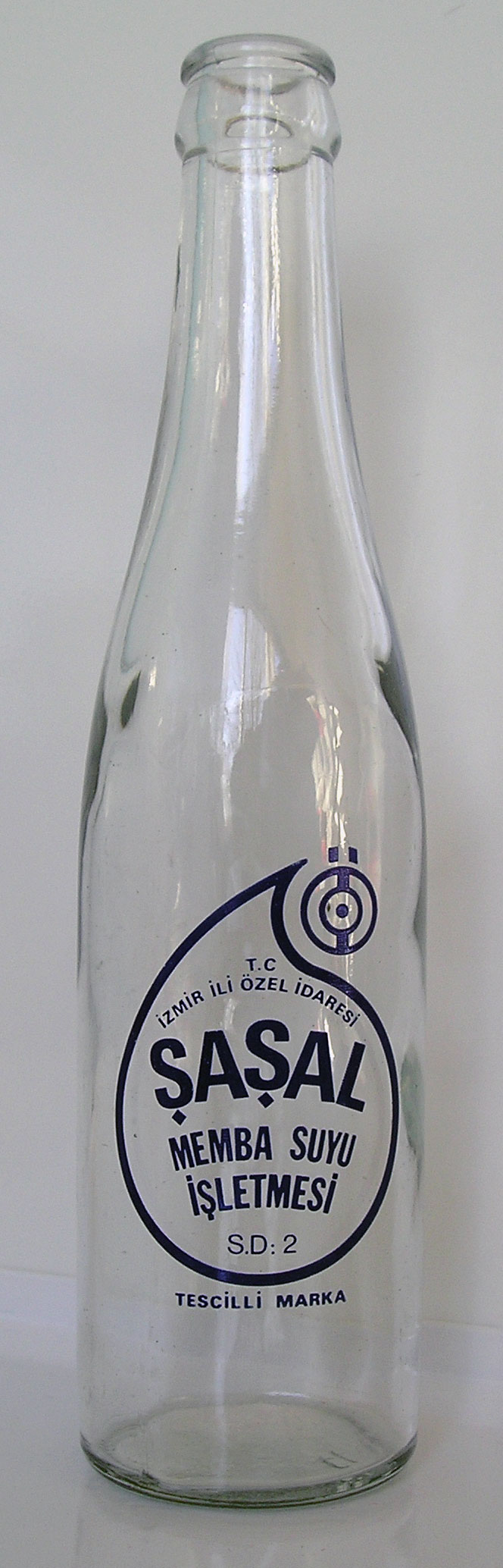
Şaşal; izmiri palackozott forrásvíz

İzmir konyhaművészetét nagyban befolyásolta a város multikulturális jellege, így keverednek az égei-tengeri, mediterrán és anatóliai régiók ízei. A környező vidékeken mindenféle zöldség megterem, ez is nagy hatást gyakorolt az itteni konyha jellegére. Jellegzetes izmiri leves a tarhana (joghurt és paradicsom), híres az itteni kötfe (fasírtféleség), a kesek (főtt búza hússal), a zerde (sáfrányos édes rizs) és a mucver (tökből és tojásból készülő étel).
Amikor 1922-t követően az İzmir (valamint az Isztambul és az Égei-tenger) környékéről a görög lakosság tömegesen települt át Görögországba, magukkal vitték az ottani recepteket, ízeket is, melyek nagy hatást gyakoroltak a görög konyhára.

### Fesztiválok
İzmir minden évben népszerű és neves fesztiváloknak ad otthont.
- Az İzmir International Festival június közepétől július közepéig tart, először 1987-ben rendezték meg. Számos világhírű előadóművész, zenekar, táncegyüttes megfordult már a fesztiválon, szinte minden műfajt képviselve; fellépett itt többek között Ray Charles, Paco de Lucía, Joan Baez, Martha Graham Dance Company, Tanita Tikaram, Jethro Tull, a Szentpétervári Filharmonikusok, Chris De Burgh, Sting, a Moszkvai Filharmonikusok, Jan Garbarek, Academy of St. Martin in the Field, Kodo, Chick Corea and Origin, New York City Ballet, Nigel Kennedy, Bryan Adams, James Brown, Elton John, Kiri Te Kanawa, Mikhail Baryshnikov és José Carreras. A koncertek nem csak a város területén kapnak helyet, de a környező ősi településeken is, mint például Epheszosz vagy Metropolisz.
- Az İzmir European Jazz Festival az egyik legnagyobb esemény a városban, melyet az İKSEV (az Alapítvány az İzmiri Kultúráért, Művészetekért és Oktatásért) szervez 1994 óta.

### Sport
- Labdarúgó csapatok: Altay SK, Altınordu, Göztepe A.Ş., İzmirspor, Karşıyaka SK, Bucaspor
- Mediterrán Játékok, 1971
- Universiade, 2005. augusztus

## Közlekedés
A város tömegközlekedését a városi önkormányzat működteti, a külső kerületekre is kiterjedő autóbusz-hálózat mellett metró és komphajó áll a közlekedők rendelkezésére. A metrót 2000-ben nyitották meg, 17 megállóval rendelkezik.
A vonatközlekedés csomópontja a Basmane pályaudvar, az Adnan Menderes repülőtér pedig nemzetközi és belföldi járatokat is fogad.
Az ázsiai kontinens legnyugatibb vasúti megállója az Izmir agglomerációjához tartozó Ulukent község elővárosi vasúti megállója.

## Oktatás
Egyetemek:
- Dokuz Eylül Üniversitesi
- Ege Üniversitesi
- İzmir Ekonomi Üniversitesi
- İzmir Yüksek Teknoloji Enstitüsü
- Yaşar Üniversitesi

İzmir ad otthont a világ ötödik űrtáborának.

## İzmir a művészetekben
- In Smyrna zongoradarab, Edward Elgar (1905);
- Slow Train to İzmir, regény/színdarab, Mark Angus;
- Smyrna 1922 – The Destruction of a City, Marjorie Housepian Dobkin;
- Scotch and Holy Water, regény, John D. Tumpane (1981);
- Nem lehetsz mindig győztes, főszerepben Tony Curtis és Charles Bronson (1970);
- Farewell Anatolia , regény, Dido Sotiriou (1991);
- Egy test, két lélek, regény, Jeffrey Eugenides (2002);
- Birds without Wings, regény, Louis de Bernières (2004);
- The Witches of Smyrna, regény/tévéfilm-sorozat, Mara Meimaridi (2005);
- Isaac Asimov Alapítvány c. sorozatában: a smyrno bolygó egyértelműen İzmirre (Smyrna) utal.

## Híres izmiriek
- Sezen Aksu – énekesnő
- A Forbes család
- Édouard Balladur – volt francia miniszterelnök
- Yakovos Bilek – német kosárlabdaedző
- Necati Cumalı – török író
- Meltem Cumbul – színésznő
- Nehir Erdoğan – színésznő
- Gül Gölge – modell, színésznő
- Homérosz
- Manolis Kalomiris – görög zeneszerző
- Dario Moreno – török-zsidó származású énekes
- James Justinian Morier – brit diplomata, utazó, író
- Metin Oktay – labdarúgó
- Onasszisz – görög hajómágnás
- Alpay Özalan – labdarúgó
- Yüksel Pazarkaya – író
- Osman Pepe – miniszter
- Ahmet Adnan Saygun – török zeneszerző, zenész, író
- Jorgosz Szeferisz – görög költő
- Quintus Smyrnaeus – görög eposzköltő
- Alev Tekinay – nyelvész, író
- Yıldız Tilbe – arabeszkénekesnő
- Çağlar Ertuğrul - színész
- Sinem Ünsal – színésznő

## Testvérvárosok
- Bakı, Azerbajdzsán (1985)
- Seattle, Amerikai Egyesült Államok (1990)
- Melbourne, Ausztrália (1992)
- Bréma, Németország (1993)
- Bombay, India (1997)
- Konstanca, Románia
- Gazimağusa, Észak-Ciprus (1994)
- Tel-Aviv, Izrael (1996)
- Szamarkand, Üzbegisztán (1994)
- Long Beach, Amerikai Egyesült Államok (2004)
- Nápoly, Olaszország (1990)
- Felsőzsolca, Magyarország (1997)

## Fordítás
- Ez a szócikk részben vagy egészben  a(z)   İzmir című angol Wikipédia-szócikk fordításán alapul.  Az eredeti cikk szerkesztőit annak laptörténete sorolja fel. Ez a jelzés csupán a megfogalmazás eredetét és a szerzői jogokat jelzi, nem szolgál a cikkben szereplő információk forrásmegjelöléseként.